# Nepalganj
Nepalganj (en népalais : नेपालगञ्ज) est une ville du Népal, chef-lieu de la zone de Bheri et du district de Banke. Au recensement de 2011, la ville comptait 72 503 habitants.

## Personnalités liées
Mohna Ansari, née à Nepalganj, personnalité de défense des droits de l'homme.